# Ha Long
Ha Long (eller Hong Gai) er en by i det nordlige Vietnam med et indbyggertal (pr. 2001) på cirka 186.000. Byen ligger på kysten til Ha Long-bugten, som er den nordvestlige del af Tonkin-bugten. Den primære indtægtskilde er turisme.
- Wikimedia Commons har flere filer relateret til Ha Long

20°57′N 107°5′Ø / 20.950°N 107.083°Ø